# Triplax aenea
Triplax aenea är en skalbaggsart som först beskrevs av Johann Gottlieb Schaller 1783.  Triplax aenea ingår i släktet Triplax, och familjen trädsvampbaggar. Arten är reproducerande i Sverige.